# كارل ليبكنخت
كارل ليبكنخت (1871-1919)، (بالألمانية: Karl Liebknecht)، زعيم اشتراكي ألماني. قُدِّمَ للمحاكمة بتهمة الخيانة العظمى 1907 بسبب كتاباتهِ ضد الروح العسكرية الألمانية، وبعد قضائه فترة قصيرة في السجن أُطْلِقَ سراحه. انتخب عضوًا في الرايخستاغ 1912، ورفض تأييد الحكومة في الحرب العالمية الأولى، فسُجِنَ ثانيةً، ولكنْ أُطْلِقَ سراحه قُبَيْلَ عقد هُدنة نوڨمبر 1918، وأخذ يدعو مع روزا لوكسمبورغ إلى إقامة ديكتاتورية البروليتاريا. قُبِضَ عليهما 1919، وقُتِلا وهما في طريقها إلى السجن. بعد مقتلهما، أصبح كارل ليبكنخت وروزا لوكسمبورغ شهيديْن للاشتراكيين. وفقًا للمكتب الاتحادي لحماية الدستور، فإن الاحتفال بذكراهما ما يزال يلعب دورًا هامًا بين أقصى اليسار الألماني.

## مواضيع ذات صلة
- روزا لوكسمبورغ
- فلهلم ليبكنخت

## روابط خارجية
- كارل ليبكنخت على موقع IMDb (الإنجليزية)
- كارل ليبكنخت على موقع الموسوعة البريطانية (الإنجليزية)
- كارل ليبكنخت على موقع قاعدة بيانات الأفلام السويدية (السويدية)
- كارل ليبكنخت على موقع قاعدة بيانات الفيلم (الإنجليزية)
- كارل ليبكنخت على موقع كينوبويسك (الروسية)